# Кощанево
Кощанево (на албански: Kashtanjevë; на сръбски: Коштањево) е село в Косово, разположено в община Щръбце, окръг Феризово. Намира се на 1085 метра надморска височина. Населението според преброяването през 2011 г. е 123 души, от тях: 123 (100,00 %) албанци.

## Население
Численост на населението според преброяванията през годините:
- 1948 – 557 души
- 1953 – 608 души
- 1961 – 624 души
- 1971 – 602 души
- 1981 – 448 души
- 1991 – 451 души
- 2011 – 123 души